# Nossa Senhora de Guadalupe (México)
Nossa Senhora de Guadalupe (em espanhol: Nuestra Señora de Guadalupe, em náuatle: Tonantzin Coatlaxopeuh) ou Virgem de Guadalupe é um título católico de Maria, mãe de Jesus, associado a uma série de quatro aparições marianas a um indígena mexicano chamado Juan Diego e uma ao seu tio, Juan Bernardino, que se acredita terem ocorrido em dezembro de 1531.
Uma imagem venerada em um manto (tilmahtli) associado à aparição está entronizada na Basílica de Nossa Senhora de Guadalupe, na Cidade do México. O Papa Leão XIII concedeu à imagem um decreto de coroação canônica em 8 de fevereiro de 1887, e ela foi coroada pontificalmente em 12 de outubro de 1895. A basílica é o santuário católico mais visitado do mundo e o terceiro local sagrado mais visitado do mundo. 

## Resumo
A  Virgem de Guadalupe é a denominação de uma aparição mariana da Igreja Católica de origem mexicana, cuja imagem tem como seu principal local de culto a Basílica de Guadalupe, localizada no sopé do monte Tepeyac, ao norte da Cidade do México.
De acordo com a tradição oral mexicana, e segundo textos de documentos históricos do Vaticano e outros encontrados ao redor do mundo em diferentes arquivos, acredita-se que a Virgem Maria, apareceu em quatro ocasiões ao índio São Juan Diego Cuauhtlatoatzin no monte Tepeyac, e em uma quinta ocasião a Juan Bernardino, tio de Juan Diego. O relato guadalupano conhecido como Nican  Mopohua narra que na primeira aparição, a Virgem ordenou a Juan Diego que se apresentasse diante do bispo do México, Juan de Zumárraga. Juan Diego na última aparição da Virgem, e por ordem desta, levou em seu ayate algumas flores que cortou no Tepeyac. Juan Diego desdobrou sua tilma diante do bispo Juan de Zumárraga, deixando a descobrir a imagem da Virgem Maria, morena e com traços mestiços.
Segundo o Nican Mopohua, as mariofanias aconteceram no ano de 1531, ocorrendo pela última vez em 12 de dezembro do mesmo ano. A fonte mais importante que as relatou foi o próprio Juan Diego que contou tudo o que havia acontecido. Posteriormente esta tradição oral foi recolhida em um escrito no idioma náuatle mas escrita com caracteres latinos (técnica que nenhum espanhol sabia fazer e que só muito raramente usavam os indígenas); este escrito é chamado de Nican Mopohua, e é atribuído ao indígena Antonio Valeriano (1522-1605). Posteriormente em 1648 foi publicado o livro Imagen de la Virgen María Madre de Dios de Guadalupe (título traduzido para o português como: Imagem da Virgem Maria Mãe de Deus de Guadalupe) pelo presbítero Miguel Sánchez, contribuindo para recompilar tudo o que se sabia na época sobre a devoção guadalupana. Segundo diversos investigadores, o culto guadalupano é uma das crenças mais historicamente apegadas ao atual México e parte de sua identidade, e tem estado presente com o desenvolvimento do país desde o século XVI dentro de seus processos sociais mais importantes como na Independência do México, na Reforma, na Revolução Mexicana e na sociedade mexicana atual, onde conta com milhões de fiéis, e que alguns deles professam o guadalupanismo sem serem necessariamente católicos.

## História

### Antecedentes
No contexto da conquista espanhola, duas foram as imagens que adquiriram notoriedade como parte deste movimento social, político e religioso em parte do atual território da Espanha: Santiago — incluso na sua advocação de Matamoros — e a Virgem de Guadalupe da Espanha, tendo uma importante presença na nascente Hispanidade. Esta imagem, venerada no Mosteiro Real de Santa Maria de Guadalupe, cresceu a partir do século XIV ao século XVII. Segundo a tradição católica, esta imagem foi esculpida pelo próprio apóstolo Lucas, e foi achada no século XII nas proximidades do rio Guadalupe na região de Las Villuercas. Algumas características do relato mariano de Guadalupe da Espanha são muito semelhantes ao de Guadalupe do México, por exemplo, a aparição em um local rural de maneira casual a um vidente de baixo nível social, a descoberta e a incredulidade das autoridades religiosas que pedem uma prova, a representação de sua própria imagem em um objeto que a aparição dará ao vidente, a cura de um enfermo ou a ressurreição de um morto como os primeiros milagres assim como a ordem de construção de um templo onde se honrasse o objeto dado ao vidente.
Após a Conquista em 1519-21, os espanhóis destruíram um templo da deusa-mãe Tonantzin no Tepeyac, nos arredores da Cidade do México, e construíram uma capela dedicada à Virgem Maria no local. Os nativos recentemente convertidos continuaram a vir de longe para venerar ela, muitas vezes chamando a Virgem Maria de Tonantzin.

### Aparições marianas

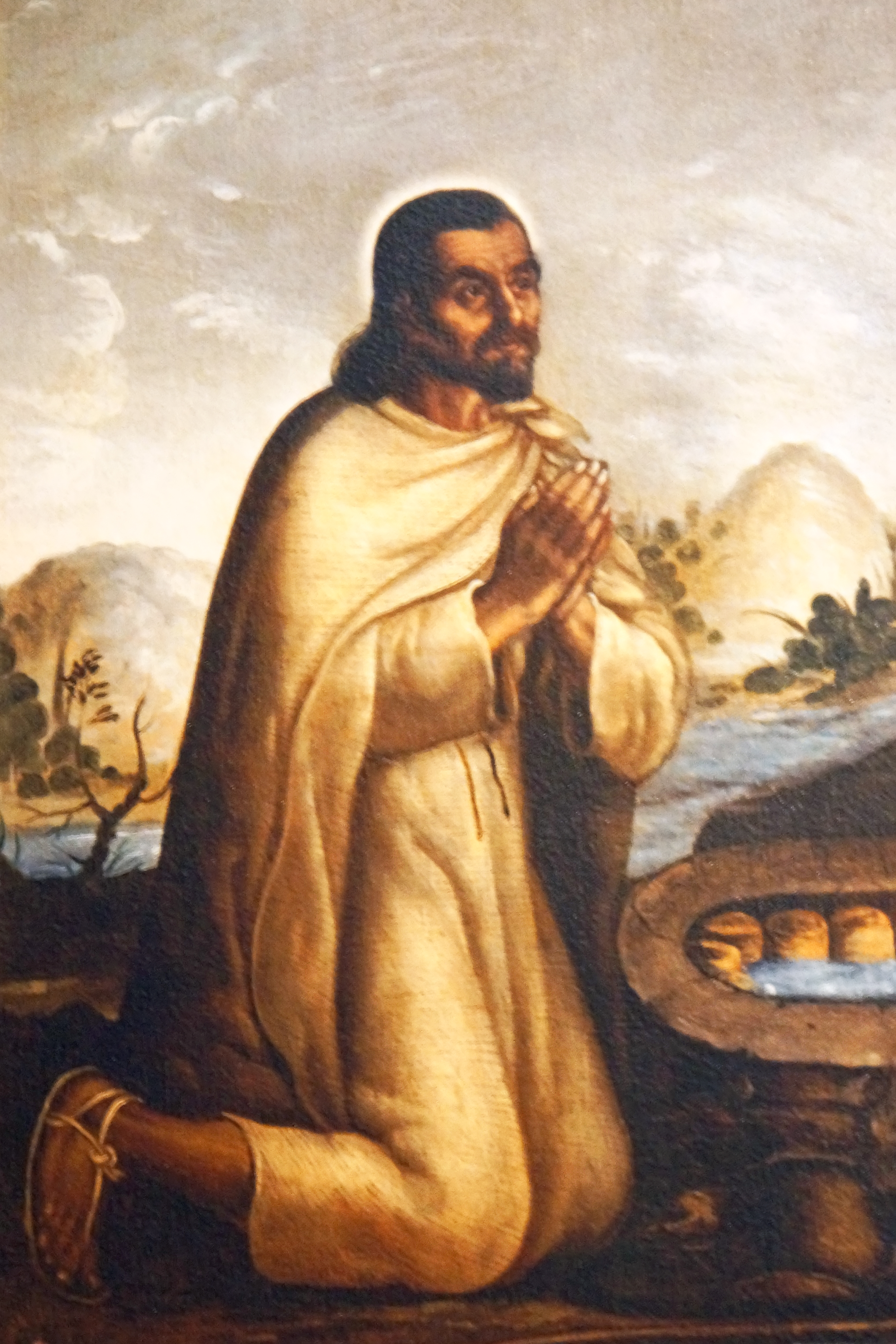
Retrato de São Juan Diego.

Os relatos oficiais católicos afirmam que a Virgem Maria apareceu primeiro quatro vezes a Juan Diego e mais uma vez ao seu tio Juan Bernardino. De acordo com esses relatos, a primeira aparição aconteceu na manhã do dia 9 de dezembro de 1531, quando o camponês nativo mexicano, Juan Diego Cuauhtlatoatzin, teve a visão de uma senhora em um lugar chamado colina de Tepeyac (que futuramente passaria a fazer parte da Vila de Guadalupe, um subúrbio da Cidade do México). Falando a Juan Diego em sua língua nativa natal (a língua do império asteca, o náuatle), a mulher identificou-se como sendo a Virgem Maria, "Mãe do verdadeiro Deus" e pediu que uma igreja fosse construída naquele local em sua honra.
Com base em suas palavras, Juan Diego procurou o mais novo arcebispo da Cidade do México, Frei Juan de Zumárraga, para lhe dizer o que ele tinha visto e ouvido. Como o bispo não dera crédito ao que o índio contou, no mesmo dia, Juan Diego voltou a ver a Virgem Maria pela segunda vez (na sua segunda aparição); ela pediu-lhe para continuar insistindo.
No domingo, 10 de dezembro, Juan Diego conversou com o arcebispo pela segunda vez. Este instruiu-o a retornar ao monte Tepeyac e pediu a senhora milagrosa uma prova de sua identidade. No mesmo dia, a terceira aparição ocorreu quando Diego voltava para o Tepeyac e encontrou a Virgem Maria, que a informou o pedido do bispo de um sinal; ela consentiu em fornecer um no dia seguinte (11 de dezembro).
Na segunda-feira, 11 de dezembro, no entanto, o tio de Juan Diego, Juan Bernardino, ficou doente e Juan Diego foi obrigado a atender ele. Nas primeiras horas da terça-feira do dia 12 de dezembro, a condição de Juan Bernardino piorou durante a noite, e Juan Diego teve que partir às presas a Tlatelolco para buscar um padre para ouvir a confissão de Juan Bernardino e ministrar ele em seu leito de morte (unção dos enfermos).

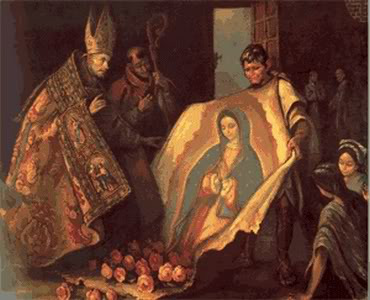
O momento do milagre das rosas com o aparecimento da imagem de Nossa Senhora.

Para evitar ser atrasado pela Virgem e sentir vergonha por não ter conseguido vê-la na segunda-feira conforme planejado, Juan Diego escolheu outra rota ao redor da colina, mas a Virgem o interceptou no caminho e perguntou para onde ele estava indo (na quarta aparição); Juan Diego explicou o que tinha acontecido e a Virgem o repreendeu suavemente por não ter se encontrado com ela. Nas palavras que se tornaram a frase mais famosa do evento Guadalupano e que estão inscritas na entrada principal da Basílica de Guadalupe, ela perguntou: "Kuix amo nikan nika nimonants?" (que é traduzido como: "Não estou aqui, que sou sua mãe?"). Ela assegurou-lhe que Juan Bernardino já havia se recuperado e ela lhe disse para subir o monte Tepeyac e colher as flores do seu cume, que geralmente era uma montanha de solo estéril, principalmente em dezembro (inverno no hemisfério norte). Juan seguiu suas instruções e encontrou rosas castelhanas, não originárias do México, florescendo lá. Quando o índio voltou, a Virgem organizou as flores na tilma de Juan, ou manto, e quando Juan Diego chegou ao palácio do bispo e abriu o manto diante de Zumárraga no dia 12 de dezembro, as flores caíram no chão, e no tecido estava a imagem da Virgem de Guadalupe como pode ser vista hoje na Basílica.

### Acontecimentos posteriores
No dia seguinte à última aparição, em 13 de dezembro, Juan Diego encontrou seu tio totalmente recuperado, como a Virgem lhe confirmara, e Juan Bernardino relatou que ele também a tinha visto, ao lado de sua cama (na quinta aparição); e que ela o instruiu a informar o bispo sobre a sua aparição e de sua cura milagrosa; e que ela havia dito a ele que desejava ser chamada sob o título de Guadalupe.

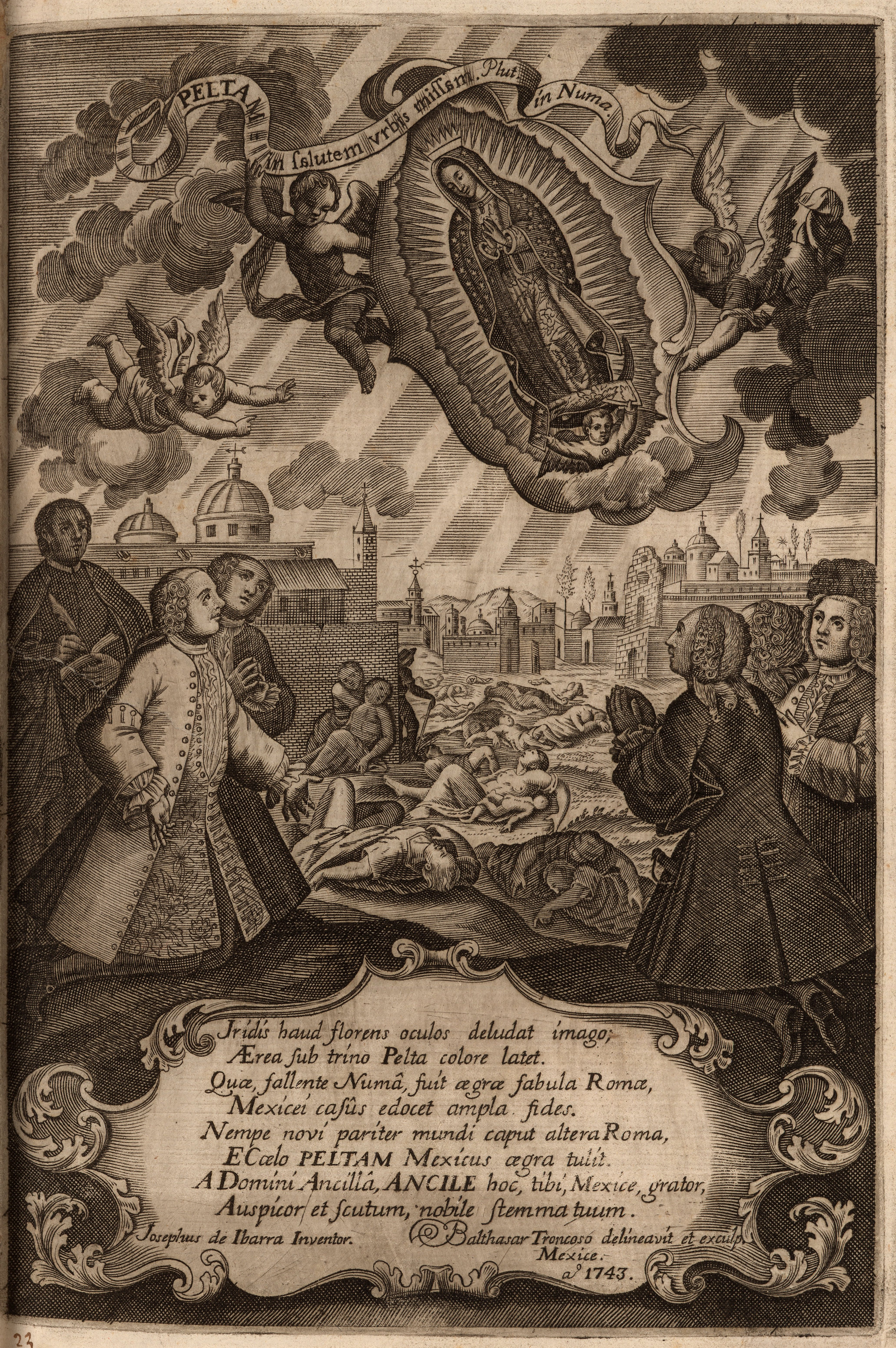
Desenho prévio do brasão mexicano, c. 1743.

O bispo manteve o manto de Juan Diego primeiro em sua capela privada e depois na igreja em exibição pública onde atraia grande atenção. Em 26 de dezembro de 1531, uma procissão se formou para levar a imagem milagrosa de volta ao Tepeyac, onde foi instalada em uma pequena capela rapidamente erguida. No decorrer desta procissão, o primeiro milagre foi supostamente realizado quando um índio foi ferido mortalmente no pescoço por uma flecha disparada por acidente durante algumas exibições marciais estilizadas executadas em homenagem à Virgem. Em grande angústia, os índios o levaram antes da imagem da Virgem e pediram a ela por sua vida. Ao retirar a flecha, a vítima teve uma recuperação completa e imediata.
A tilma de Juan Diego tornou-se o símbolo religioso e cultural mais popular do México, e recebeu suporte eclesiástico e popular. No século XIX, tornou-se o chamado de exércitos americanos à Nova Espanha, que viu a história da aparição como legitimação de sua própria origem mexicana e infundindo-a com um senso quase messiânico de missão e identidade - legitimando assim a rebelião armada contra a Espanha.
Historicamente, a devoção a Nossa Senhora de Guadalupe não carecia de opositores clericais no México, especialmente nos primeiros anos. Em tempos mais recentes alguns estudiosos, e até mesmo um ex-abade da basílica, Monsenhor Guillermo Schulenburg, duvidaram abertamente a existência histórica de Juan Diego. No entanto, Juan Diego foi canonizado em 2002, sob o nome de São Juan Diego Cuauhtlatoatzin.
Enquanto a imagem garante muita devoção religiosa e patriotismo mexicano, a crítica acadêmica sobre a imagem também é notável, considerando a desproporção artística da imagem, a semelhança da imagem com a arte pré-colonial espanhola intimamente relacionada com a colônia asteca na época, a alegada relação de Marcos Cipac de Aquino em inventar ou alterar o manto da tilma e a declaração pública do ex-abade do santuário de Guadalupe referente à inexistência de Juan Diego.

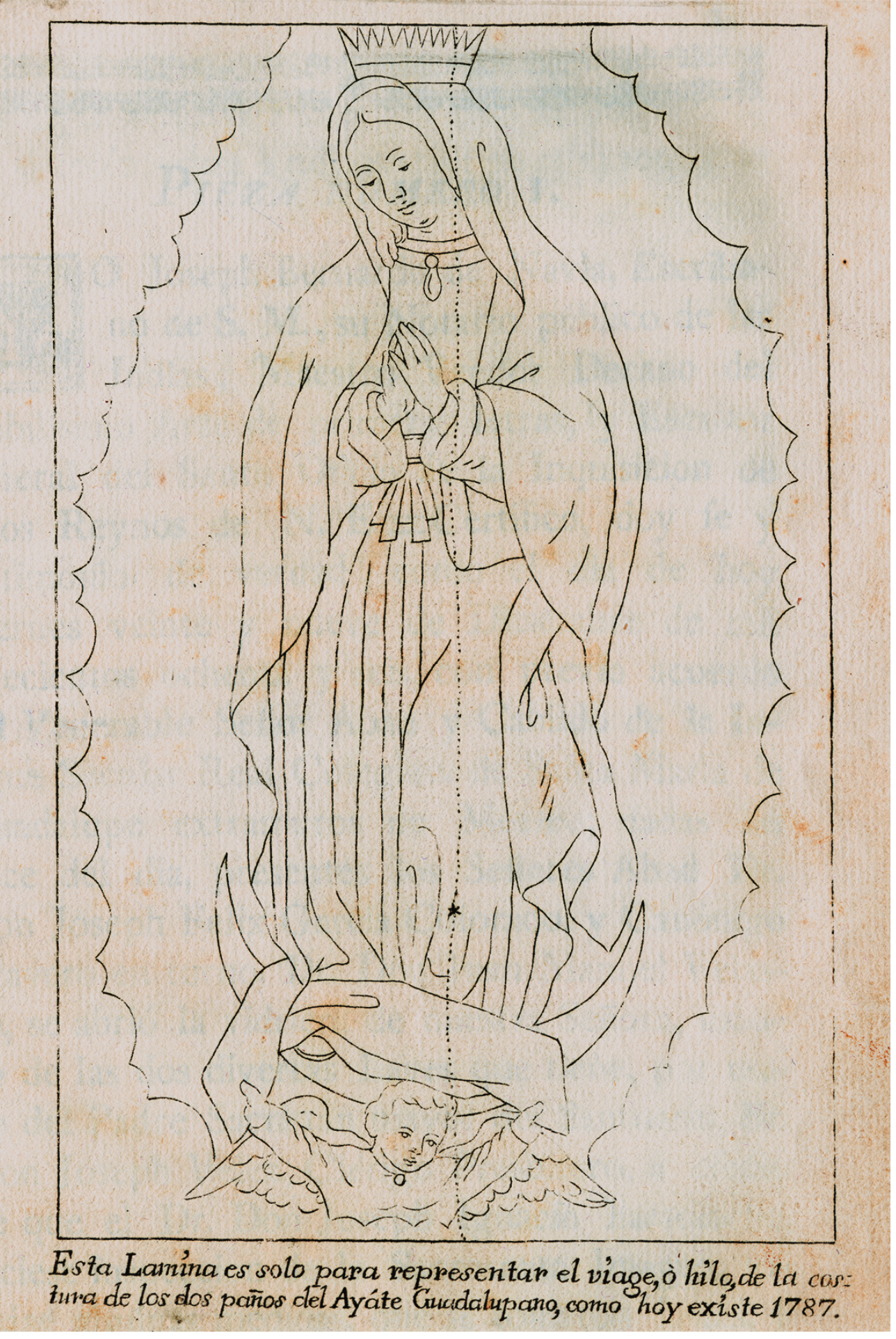
Desenho que mostra uma das primeiras análises do manto guadalupano, em que foi estudado como foi possível moldar a imagem quando o ayate foi cortado ao meio e unido por um fio

O que é tratado por alguns como sendo a primeira menção da aparição milagrosa da Virgem é uma página de pergaminho (o Códice Escalada) que foi descoberto em 1995 e, de acordo com a análise investigativa, data do século XVI.[carece de fontes?] Este documento tem duas representações pictóricas de Juan Diego e da aparição, várias inscrições em Náuatle referentes a Juan Diego pelo seu nome asteca, e data de sua morte: 1548, bem como o ano em que a Virgem Maria apareceu: 1531. Também contém o glifo de Antonio Valeriano; e, finalmente, a assinatura do Frei Bernardino de Sahagún que foi autenticada por Charles E. Dibble e especialistas do Banco do México.
No entanto, dúvidas acadêmicas foram lançadas sobre a autenticidade do documento.

## Igreja Católica

### Aprovações pontificais
Muitos pontífices concederam reconhecimentos à imagem venerada da Virgem de Guadalupe, listados a seguir:
- Papa Bento XIV, na Bula Papal Non Est Equidem de 25 de maio de 1754, declarou Nossa Senhora de Guadalupe, patrona do que foi chamado de Nova Espanha, que correspondia à América Central e América do Norte, e aprovou textos litúrgicos para a Santa Missa e o Breviário em sua homenagem.

- Papa Leão XIII, concedeu novos textos em 1891 e, em 8 de fevereiro de 1887, autorizou a coroação canônica da imagem, que aconteceu em 12 de outubro de 1895.

- Papa Pio X, proclamou-a patrona da América Latina em 1910.